# Convento de Carmelitas Descalzas (Beas de Segura)
El convento de Carmelitas Descalzas de san José del Salvador de Beas de Segura (municipio español de la provincia de Jaén, Andalucía), es un convento fundado por Santa Teresa de Jesús el 24 de febrero de 1575, el décimo de su fundación y primero en Andalucía.

## Descripción artística
Su estilizada portada es barroca, del siglo XVII, se abre con arco de medio punto sobre impostas enmarcado por columnas y pilastras dóricas, adornada con ínsula en la clave y rosetas en las enjutas; sobre friso con triglifos se insinúa un frontón partido que abre a un segundo piso aún más estrecho, una hornacina con pequeño arco de medio punto que, flaqueada por pilastras y escudos, acoge a San José con el Niño; sobre ella se exhibe el Escudo de la Orden, la cierra un gran frontón con óculo en el tímpano y la rematan pináculos en los vértices. En su interior su única nave se cubre con bóveda de cañón con lunetos y, los brazos del crucero, con media naranja.

## Construcción primitiva
“Son las dichas monjas, de presente, número de nueve monjas e llevan de dote las monjas que han recibido a cuatrocientos o quinientos ducados. Tienen congrua sustentación, porque tienen un cortijo que les renta cien fanegas de trigo y doscientos o trescientos ducados de renta.
Y en la casa e iglesia, en alguna manera bastante, aunque se va edificando para más ennoblecimiento de la dicha iglesia.
Está conjunto y cercano el dicho monasterio de la iglesia mayor de esta villa, que los parte la pared medianera de la dicha iglesia, donde tienen abiertas ventanas con rejas y velos, que gozan de las misas e sacrificios y sermones que en la iglesia parroquial se hacen. Y las dichas ventanas están altas y se mandan por el coro alto de las dichas monjas, además de la iglesia que las dichas monjas tienen dentro del dicho monasterio con el Santísimo Sacramento”.
El convento se encontraba adosado a la iglesia parroquial por la vicaría y las ventanas daban a un lado de la capilla mayor de dicha iglesia, donde fueron fundadas y dotadas dos capellanías propiedad de Sancho Rodríguez de Sandoval, padre de Catalina y María, y, estaban enterrados él y su mujer. Asimismo en el hueco de la peana y gradas del altar mayor, estaba sepultado un antepasado muy principal de los Rodríguez de Sandoval y Negrete. 
Hubo que esperar casi un siglo para que la emprendedora priora María de san José, acometiera la empresa de la edificación de un templo propio para el monasterio. La obra se realizó con mucho sacrificio de la Comunidad y con donativos venidos de Madrid, Nápoles y Las Indias. Se hizo una iglesia más bien grande para lo habitual de otras fundaciones. De estilo barroco moderado.

## Interior del convento

### El portal
Es un portal pequeño, en cuyas paredes se leen inscripciones piadosas, en los espacios que dejan libres las puertas y el torno, que está a la izquierda. Al frente del portal una puerta da al patio interior y a la derecha, otra puerta al locutorio, envuelto en una tibia media luz que penetra por la pequeña ventana que da a la plazuela. Su frente lo forma la doble reja, de la que avanzan agudos hierros en punta, como lanzas; llegando a la memoria cuando las monjas de Beas cantaban una letrilla mística, -liras en loor a los trabajos- para deleitar a San Juan de la Cruz, el cuerpo de este, aún sujetándose con sus manos a los barrotes del enrejado, se elevaba en un arrebato de sus éxtasis.
Desde el fondo de la estancia que dividía el enrejado, estaba la imagen del Nazareno, con su túnica galonada de oro y sus brazos en alto como pidiendo el peso de la cruz y a la izquierda la imagen del Cristo de la Columna, por cuyo rostro corre la sangre que hace brotar la corona de espinas; cuyo cuerpo, marcando la amarillenta coloración de la carne, presenta las moradas dolientes huellas de la flagelación...

### El patio
Es un patio moderno. Sobre sus porches de ladrillo, de arco rebajado, hay una galería que cierran grandes cristaleras. Estas cristaleras le dan un carácter de patio de colegio. El centro está lleno de plantas y de flores y una fuente de taza, recoge en su pila el chorro de agua que se eleva de un surtidor. Si el patio estuviera cubierto, tendría algo de estufa o de “hall” de un moderno hotel. Sólo las pequeñas cruces en las paredes, recuerdan que es el patio de un monasterio.

### El huerto
Unas escaleras que parten del patio, conducen al huerto, éste es pequeño, accidentado, pobre. Por una parte lo limita un viejo paredón del antiguo convento que se une al muro posterior de la Iglesia. En el paredón hay unas ventanas con enrejado de madera, de tipo marcadamente conventual. Los tejados se superponen unos sobre otros y en lo alto de ellos se ve, silueteado en el fondo azulado del cielo, el sencillo campanil. Por la otra parte y frente a la descrita, cierran el huerto, muralla y roca que se levantan en la vertiente del terreno en qué el Monasterio está situado.
La segunda meseta, un emparrado sostenido por pilastras. Hacía el muro posterior hay arriates y macetas; delante, tienen unas tablas plantadas de hortalizas; algunos frutales, acá y allá, y en medio de las tablas del huerto, retorcidas sus viejas ramas, surgiendo del suelo en una desconcertada dirección de su pie, inclinándose, como un anciano al peso de la edad, como buscando el convento y la Iglesia, el venerable granado qué, según tradiciones del pueblo y de la Orden carmelita, plantó con sus propias manos Santa Teresa.

### La fuente de san Alberto
Al subir unas rústicas escaleras, desde la primera a la segunda meseta del huerto, se ve, abierta en la roca, la entrada a una mina por la que sale el agua que cura las fiebres. Un cuadrito piadoso adorna, sobre la entrada al subterráneo, la rústica hornacina en que este principia.
Aquella fuente es la fuente de San Alberto. En pasados siglos, en el Convento primero, una monja Carmelita escogió aquel punto para retiro espiritual y Dios le concedió la gracia de celestiales apariciones. El Monasterio fue destruido, y la fuente de san Alberto siguió y sigue manando su linfa; y la linfa siguió y sigue curando a los enfermos. Corre de un lado a otro del huerto. 

### Cementerio del convento
Rompe la tonalidad oscura del suelo y de los paredones del huerto, un pabellón que está adosado al ángulo izquierdo de la segunda meseta, pabellón de una blancura cegadora. Tiene alta puerta y grandes ventanas sin maderas y por el techo una bóveda de cañón seguido y en sus paredes sencillas cruces negras marcan las estaciones del Viacrucis. Es el cementerio de las monjas. Bajo su piso de ladrillo, reciben aquellas sepultura en fosas cavadas en la tierra. Tan sólo, en la pared del frente, hay una tumba, rectangular, que se levanta del pavimento. En ella están los restos mortales de la Madre Justa de la Virgen del Pilar, restauradora de las Carmelitas de Beas. Murió el 19 de junio de 1901, y fue la primera Priora que tuvo el Convento cuando fue modificado.

### La celda de santa Teresa
La celda de la Santa está al subir al piso de las galerías del patio, y al recorrer dos de las crujías de aquellas. Son las crujías largas y oscuras, porque las luces exteriores las reciben las celdas que están a uno y a otro lado. Sobre estas puertas, en sencillas cartelas, se leen consejos y advertencias sacados de los libros de Santa Teresa y de San Juan de la Cruz. La celda de la Santa está abierta.
La parte de edificio, llamada la celda de la Santa, es la que constituye el final de la crujía del piso principal y está formada por un grupo de tres habitaciones, a saber: la celda que es del ancho de la crujía y dos pequeñas estancias laterales que corresponden al de las celdas que la crujía tiene a derecha y a izquierda. La que propiamente se considera como celda de aquella es la del centro en la que está el altar y en ella la hornacina con la escultura de la santa, sin más adornos que las pinturas murales, caprichosamente modernas.
Dos puertas a los lados de la habitación central, comunican con las otras habitaciones. En la del lado derecho, entrando, no hay más que una pequeña mesa y sobre la mesa, dentro de una urna, un lindo Niño Jesús. La habitación de la izquierda es, por el contrario, abundante en lo que en ella se guarda. Relicario y museo, archivo y panteón. A la derecha, el sillón de pies cruzados y medio respaldo de vaqueta, que fue de San Juan de la Cruz; sillón compañero de una mesa que estuvo muchos años en una casa de la villa y pasó luego a otros poseedores, y finalmente al convento. En un lado de esta pequeña estancia, un estante encristalado en su frente, encierra en sus tres cuerpos interesante exposición digna, no de los ligeros apuntes de una rápida visita, sino de un libro detenidamente minucioso. En el frente del cuerpo principal del estante, estaba la casulla de San Juan de la Cruz, al lado el cáliz que usó también el santo y en el centro de esta parte de la vitrina está el «Libro de las Profesiones».

## Reliquias
- Campanilla: Es una campanilla interesante, con una inscripción latina, la fecha de 1553 y adornos de Estilo renacentista, entre los que unos diablillos —pícaros y traviesos—aparecen como huyendo presurosos.

- Llave: Es una llave pequeña, rematada en círculo, —llave macho que se dice vulgarmente— con las guardas muy gastadas y bruñidas. Tuviéronla las Carmelitas de Jaén, en el relicario que custodiaron del Convento de Beas.

- Casulla: De seda adamascada, color granate, con una franja de galón dorado en el centro, cuya labor de líneas cruzadas forma pequeños rombos de dos en dos. Esta casulla usábala San Juan de la Cruz para decir la misa cuando iba a Beas a confesar a las monjas, desde el Desierto del Monte Calvario.

- Cáliz: Que usó también el santo, el cual rodeando el sencillo fuste que va del pie a la copa, tiene como una nube gloriosa, con adornos, simbólicos y angelicales cabecitas.

- Libro de las Profesiones: Encuadernado en tela roja con galón de oro y bordado también en oro, el escudo. Hay en él algunas firmas del Padre Fray Jerónimo Gracián y otra de San Juan de la Cruz, más una oración por éste escrita que dice así: 
  - Jesús, María, Joseph, Sanctissima María, virgen de vírgenes, sagrario de la sanctissima trinidad, espejo de los ángeles, refugio seguro de los pecadores, apiádate de nuestros trabajos, recibe con clemencias nuestros suspiros y aplaca la ira de tu hijo Sanctissimo...

- Sillón: De pies cruzados y medio respaldo de vaqueta, que fue de San Juan de la Cruz.

- Relicario: Pequeño relicario, donde se guarda un autógrafo de Santa Teresa.

Estas reliquias, tras la Desamortización de Mendizábal, fueron a parar al convento de Carmelitas de Jaén, porque la priora que regía por entonces el convento de Beas, fue a ese convento y con ella las reliquias. Y al reedificarse la casa convento, el prelado Sr. Guísasela restituyó el tesoro. 
Posteriormente con la guerra civil española, casi todas esas reliquias fueron destruidas o se perdieron.

### Restos de algunas Madres
- Restos de tres Venerables Madres:
  - Madres Luisa del Salvador, fallecida el 19 de septiembre de 1592.
  - Madre Marcela del Santísimo Sacramento, fallecida el 5 de octubre de 1666.
  - Madre María de San José, fallecida el 25 de agosto de 1709. Fue la que estando de priora, realizó la obra de la iglesia del convento.

- Arqueta de nogal: Donde se guarda el cuerpo de la Venerable Madre, Catalina de Jesús, que falleció el 25 de febrero de 1586. Profesó a los 33 años de edad.

## sigloXIX
Cuando entraron los franceses en Beas, en noviembre de 1810, saquearon, destruyeron y quemaron todo lo que encontraron a su paso y el convento lo deshabitaron, lo destruyeron, aventaron sus recuerdos y esparcieron lo que en él había de secreto y de santo. Los vecinos de Beas hicieron suyos aquellos restos y los guardaron celosamente, hasta poder devolverlos cuando pasó todo. Las monjas carmelitas de Jaén fueron depositarias del relicario y de algunas cosas de valor.
Otro golpe fuerte sufrieron las monjas en 1836, a consecuencia de la Desamortización de Mendizábal. Teniendo que abandonar el convento y quedando completamente desmantelado y en ruinas, convertido en improvisado hospital. Años más tarde solo quedaba del primitivo edificio unos lienzos de muralla en la parte poniente y la celda de santa Teresa intacta. 
La iglesia conventual fue utilizada como templo parroquial al haber sido quemada la iglesia parroquial. Ese uso se prolongó hasta 1955 en que se terminó la reconstrucción del templo parroquial.

## sigloXX
Más de sesenta años estuvo el convento sin monjas, hasta su restauración por las Madres Carmelitas Descalzas de Madrid, en especial de la M. Justa, que recibió la inspiración de santa Teresa que la curó de una grave enfermedad "para que le hiciera un nuevo servicio para honra y gloria del Divino Corazón y de ella". 
La Comunidad de Madrid se desprendió generosamente de la tercera parte de sus bienes y de sus monjas, y el 13 de enero de 1899, se vuelven a establecer de nuevo las monjas en el restaurado monasterio, las obras acabaron en 1909 y fueron dirigidas por el notable amateur en arquitectura, D. Leandro Bago, el entonces párroco de Beas de Segura. Su primera priora, venida de Madrid, la anciana Madre Justa de la virgen del Pilar, que murió el 19 de junio de 1901. Pero cuando vino a Beas venía acompañada de siete monjas entre ellas la M. Dolores del Santísimo Sacramento, que se llamaba Dolores Madoz y Rojas, hija del famoso ministro de Isabel II, Pascual Madoz.
Aparte, las donaciones fueron numerosas, entre las innumerables, cuentan la de la Hermana María Teresa de Jesús, Carmelita Descalza exclaustrada de Caracas, que fue a refugiarse al Convento de Bruselas y dio para la obra de Beas de Segura la herencia de su padre, que por entonces falleció.
El de la Srta. María Luisa Trillo de Figueroa, que entregando respetable suma evitó que se suspendiesen por agotamiento de recursos las obras del Monasterio. El de la noble Condesa de Cerragería, qué, fundando una Capellanía, contribuyó a que el Convento contase con Capellán y el de su hijo el entonces Conde de Cerragería, prócer espléndido siempre, que hizo un donativo de cinco mil pesetas. Y muchos donativos anónimos del pueblo de Beas de Segura.
Entrada la guerra civil española, provoca de nuevo que las monjas abandonen el convento y se instalen desapercibidas durante esos años en una casa particular. Los daños al convento fueron más al material y reliquias que al bien inmueble. Se destruyó un crucifijo de gran valor artístico de la escuela de Montañés. Desapareció el retablo del altar mayor, con la imagen de la virgen del Carmen, otra imagen de santa Teresa, una estatuilla de Santa Ana con la santísima virgen, una casulla blanca que usaba san Juan de la Cruz para decir misa fue destruida y la biblioteca del convento que contaba con 600 volúmenes. Todas las imágenes fueron quemadas, entre ellas el Cristo de la Columna, réplica exacta de otra imagen de Gregorio Hernández y El Cristo de la Fortaleza -Esta imagen pidió la M. Francisca de la Madre de Dios, sobrina de Catalina y María, que la acabaran y se consiguió con la dote de una futura religiosa venida de América. Data de finales del siglo XVI- coronaba la parte superior del retablo de la iglesia del convento, fue profanado.
El Nazareno corrió mejor suerte, fue robada la imagen, la vendieron a un anticuario y posteriormente encontrada en Málaga, saliendo en procesión hasta hace dos décadas. Actualmente se encuentra en la Catedral de Málaga.
En 1957, se restauró el interior de la iglesia del convento gracias a la generosidad del XII Marqués de Valdeguerrero, don Diego Martínez del Peral y Sandoval, descendiente directo de la familia Sandoval. 
En el año 1996, se hace un estudio de la patología de la roca en la iglesia del convento, donde se detecta un deterioro acelerado de la roca por agentes naturales. Al estar muy dañada la estructura pétrea por el paso del tiempo y la variación de frío a calor, pasando de 0 °C. a 40 °C. provocando esta alternancia una causa de degradación de la roca llamada termoclastia, que al dilatarse las rocas del paso del verano al invierno, se producen roturas internas.

## sigloXXI
Madrid, 20 de septiembre de 2002
El Consejo de Ministros ha tomado razón de las obras de emergencia necesarias para la restauración del Monasterio de San José del Salvador en Beas de Segura (Jaén). El presupuesto asciende a 187.390 euros.
El Ministerio de Fomento tenía previsto rehabilitar este Monasterio con cargo al 1 por 100 Cultural, dentro del Programa de Monasterios y Edificios Conventuales, tal y como había aprobado la Comisión Mixta del 1 por 100 Cultural que presiden los Ministros de Fomento y de Educación, Cultura y Deporte. La iglesia del Convento se construyó en el siglo XVII y está catalogada como Monumento en el Registro de Bienes de Interés Cultural en 1979.
Sin embargo, ante el progresivo deterioro y las grandes grietas existentes en el Monasterio, la Dirección General de la Vivienda, la Arquitectura y el Urbanismo del Ministerio de Fomento declaró de emergencia las obras previstas para evitar el daño a personas y cosas. Estas obras, con un presupuesto de 187.390 euros, consistirán en el recalce de la cimentación en la esquina de la calle Santa Isabel con vuelta a la plaza del convento, la supresión de humedades que existen por capilaridad en los muros y la restauración de sus fachadas, tanto principal como la de la calle Santa Isabel, para evitar la descomposición de la piedra.
Las obras concluyeron a finales del año 2003

## Datos históricos

### Preparativos
Tras la muerte de Sancho Rodríguez de Sandoval y Negrete, bien entrado el año 1569, sus dos hijas, Catalina Godínez y María de Sandoval, anhelaban ser religiosas. En Beas ya existía un Convento de Clarisas, pero ellas querían el recogimiento. Por Beas pasaban los Jesuitas, visitando el colegio y también una fundación de un colegio que se promulgaba en Segura de la Sierra (Jaén). Un jesuita, el P. Bustamante, le habló a Catalina de los Conventos que estaba fundando la M. Teresa por Castilla, y trataron por todos los medios conseguir una fundación de esa Orden en Beas. 
Fueron varias las cartas que se mandaron a la M. Teresa, y una larga estancia del hermano de estas, Sancho, en Madrid, sin llegar a ser recibido por el Consejo de Órdenes, que era el que tenía potestad para dar la licencia de una nueva fundación. Más el presidente del Consejo de Órdenes Militares, la daba, pero de Comendadoras. Fueron largos años insistiendo en una cosa casi imposible, la propia Catalina marchó a Madrid en contra de sus deudos y permaneció allí tres meses, hasta que la M. Teresa, manda directamente desde Ávila una carta a Felipe II, con un mensajero, Fray Juan Padilla, y, sin demora, el 13 de junio de 1573, día de san Bernabé se obtiene la licencia, firmándose ésta el 19 de junio del mismo año.
Ya estaba todo resuelto, y solo quedaba aderezar la casa donde se iba a instalar el Convento. Los hermanos Sandoval, poseían una buena herencia de su padre y un Mayorazgo importante en Beas y Catalina no escatimaba en gastos para sus pretensiones. Así, al lado de donde se iba a construir el nuevo Convento, poseía una casa un primo suyo, Francisco Godínez de Sandoval, la cual le compró, para tener más amplitud el nuevo Convento. Su primo estaba en Madrid, retirado del servicio de Felipe II, qué, años atrás le acompañó a Inglaterra, en sus esponsales con María Tudor y posteriormente fue trasladado a Flandes.

### Libro de las Fundaciones
En que se trata de la fundación del glorioso San José del Salvador, en el lugar de Beas, año de 1575, día de Santo Matía.
1. En el tiempo que tengo dicho que me mandaron ir a Salamanca desde La Encarnación, estando allí, vino un mensajero de la villa de Beas, con cartas para mí de una señora de aquel lugar y del beneficiado de él y de otras personas, pidiéndome fuese a fundar un monasterio, porque ya tenían casa para él, que no faltaba sino irle a fundar.
2. Yo me informé del hombre. Díjome grandes bienes de la tierra, y con razón, que es muy deleitosa y de buen temple. Más mirando las muchas leguas que había desde allí allá, parecióme desatino; en especial habiendo de ser con mandado del Comisario Apostólico, que -como he dicho- era enemigo, o al menos no amigo, de que fundase. Y así quise responder que no podía, sin decirle nada.
Después me pareció que, pues estaba a la sazón en Salamanca, que no era bien hacerlo sin su parecer, por el precepto que me tenía puesto nuestro reverendísimo padre General de que no dejase fundación.
3. Como él vio las cartas, envióme a decir que no le parecía cosa desconsolarlas, que se había edificado de su devoción; que les escribiese que, como tuviesen la licencia de su Orden, que se proveería para fundar; que estuviese segura que no se la darían, que él sabía de otras partes de los Comendadores que en muchos años no la habían podido alcanzar, y que no las respondiese mal.
Algunas veces pienso en esto y cómo lo que nuestro Señor quiere, aunque nosotros no queramos, se viene a que, sin entenderlo, seamos el instrumento, como aquí fue el padre Maestro fray Pedro Fernández, que era el Comisario; y así, cuando tuvieron la licencia no la pudo negar, sino que se fundó de esta suerte:
4. Fundóse este monasterio del bienaventurado San José de la villa de Beas, día de Santo Matía, año de 1575. Fue su principio de la manera que se sigue, para honra y gloria de Dios: Había en esta villa un caballero que se llamaba Sancho Rodríguez de Sandoval, de noble linaje, con hartos bienes temporales. Fue casado con una señora llamada doña Catalina Godínez. Entre otros hijos que nuestro Señor les dio, fueron dos hijas, que son las que han fundado el dicho monasterio, llamadas la mayor Doña Catalina Godínez, y la menor Doña María de Sandoval. Habría la mayor catorce años, cuando nuestro Señor la llamó para sí. Hasta esta edad estaba muy fuera de dejar el mundo; antes tenía una estima de sí de manera, que le parecía todo era poco lo que su padre pretendía en casamientos que la traían.

## Años gloriosos
El día 16 de febrero de 1575, Miércoles de ceniza, tras haber pasado la noche en la Torre de Juan Abad (Ciudad Real) y haber tomado ceniza allí, puso rumbo la comitiva a Beas, por el camino, se perdieron en Sierra Morena y por la tarde hacía su entrada a Beas Santa Teresa, acompañada de nueve monjas: Ana de Jesús,como priora, María de la Visitación, para supriora, Beatriz de san Miguel, Isabel de san Francisco, para clavarias y María de san José, para priora de Caravaca, Murcia, Ana de san Alberto, Leonor de San Gabriel, María del Espíritu Santo, Isabel de san Jerónimo y una niña llamada Lucía, hermana del sacerdote Gregorio Martínez y los frailes Antonio Gaitán y Julián de Ávila.
Entrado el mes de abril de ese mismo año, llega a Beas, el P. Jerónimo Gracián, donde conoce personalmente a la Madre Teresa, e intercambian opiniones sobre la Reforma y los problemas suscitados con los Calzados. Gracián por esas fechas era provincial de Andalucía y en su estancia en el pueblo, se entera por medio de los franciscanos que Beas pertenecía en lo eclesiástico a Andalucía y por lo tanto la Madre Teresa estaba bajo su jurisdicción y ésta a su vez le había guardado obediencia. Por tanto Gracián determina excluyendo al Nuncio Ornamento, hacer una nueva fundación en Sevilla, lo que la santa acata.
Aprovecha su estancia en Beas para dar el hábito de la orden a Gregorio Martínez, con el nombre de Fray Gregorio Nacianceno. 
Días después de marchar Gracián de Beas, la Madre Teresa, recibe por correo la noticia de que tenía en su poder la Inquisición española, el Libro de su vida, denunciado por la Princesa de Ebolí, en represalia por cerrar y sacar del Convento de Pastrana (Guadalajara) a sus monjas -dos de ellas vinieron a Beas-.
En octubre de 1578, enfermo y fatigado, aparece por Beas, San Juan de la Cruz, que se había escapado de la cárcel de Toledo en agosto y a su paso por Almodóvar del Campo (Ciudad Real) es nombrado Prior del Calvario, para dirigir espiritualmente y confesar a las monjas de Beas.

## Conmemoraciones

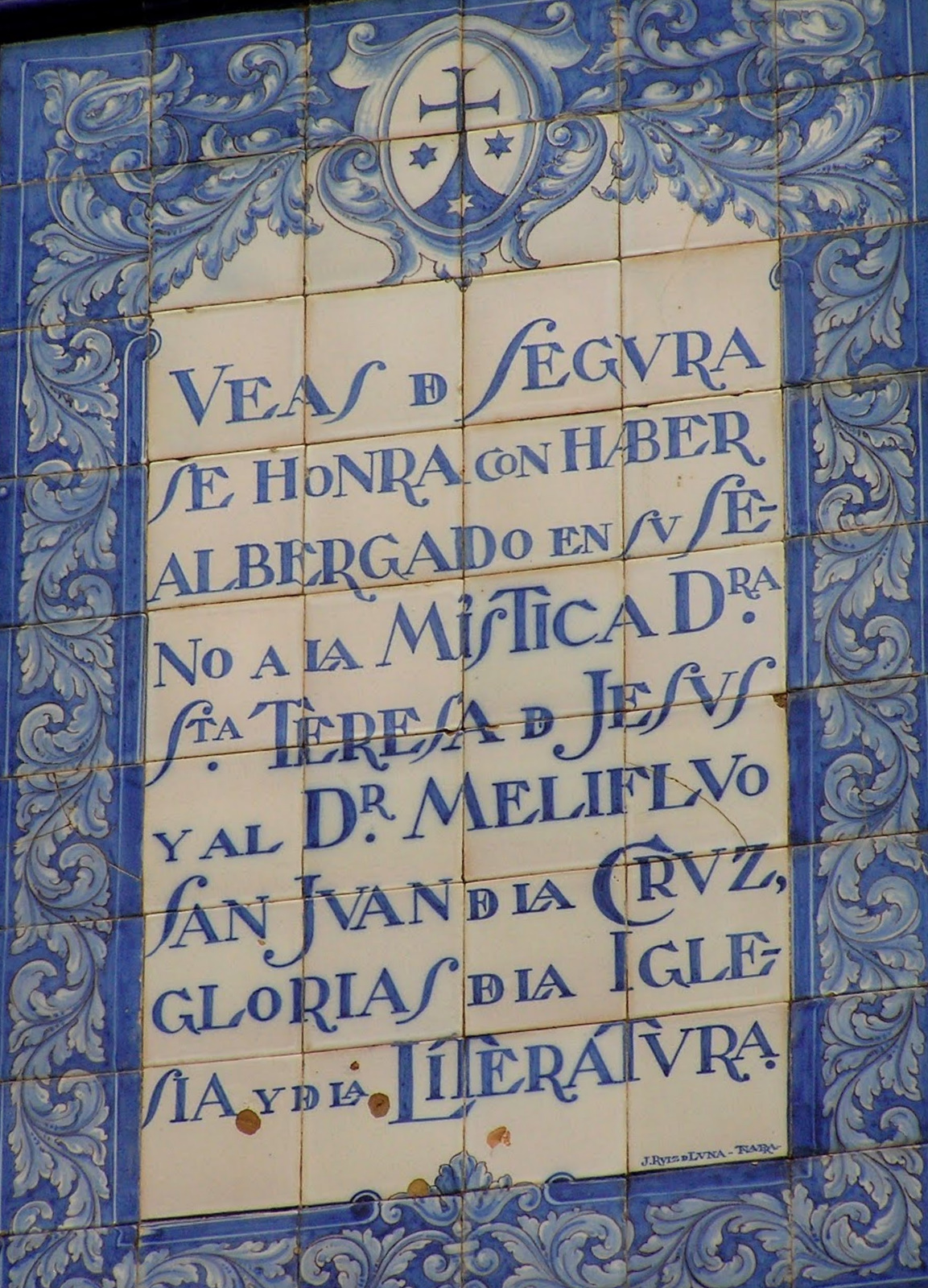
Placa conmemorativa del tercer centenario de la canonización de Santa Teresa

### Tercer centenario
El 12 de marzo de 1922, en Beas de Segura y en especial en el Convento se celebró el tercer centenario de la canonización de Santa Teresa. Para ello, el párroco D. Leandro Bago y el Capellán del Monasterio D. Juan Ignacio Muñoz, con el concurso del Ayuntamiento y vecinos, se pidió que se colocase un panel decorado a estilo del siglo XVI, en la fachada de la Casa Convento con inscripción que recuerde que aquella villa: Veas de Segura se honra con haber albergado en su seno a la Mística Doctora Santa Teresa de Jesús y al Doctor melifluo San Juan de la Cruz, glorias de la iglesia y de la literatura. 
Los azulejos son de Talavera, (Toledo) y están diseñados por el prestigioso ceramista Juan Ruiz de Luna.

### Cuarto centenario de la fundación
El 24 de febrero de 1975, cuarto centenario de la fundación del Convento de Beas, siendo párroco de Beas, D. Lorenzo Estero López, Capellán del Convento D. Alfonso Valiente Villar y el entonces alcalde D. Manuel Ardoy Medina. Ese día fue declarada fiesta local y se celebraron varios actos culturales y religiosos, así como la presentación del libro de Beas y santa Teresa, escrito por el P. Efrén J. M. Montalva. 

### Cuarto centenario
En 1982, con motivo del cuarto centenario de la muerte de santa Teresa, estuvo por unas horas en Beas, el brazo izquierdo de la santa, que fue sacado de Alba de Tormes a profeso.

## Agenda cronológica
- 13 de junio de 1573: Se reciben las licencias para la fundación de Beas.
- 19 de junio de 1573: Se firman las licencias.
- 16 de febrero de 1575: Llega Santa Teresa a Beas.
- 24 de febrero de 1575: Se funda el Convento, nombra priora a Ana de Jesús y da el hábito a Catalina y María con los nombres de Catalina de Jesús y María de Jesús.
- 24 de abril de 1575: Llega a Beas el P. Jerónimo Gracián.
- 18 de mayo de 1575: Sale Santa Teresa de Beas, camino de Sevilla.
- 1 de diciembre de 1576: Se inaugura en "La Corenzuela", el Calvario, que había comprado Ana de Jesús, siendo priora, por 400 ducados y con él se reparten los muebles del convento.
- Octubre de 1578: Llega a Beas San Juan de la Cruz.
- 11 de junio de 1581: Elegida a Catalina de Jesús nueva priora, el acto fue presidido por el P. Gracián.
- 5 de agosto de 1581: Concesión de poderes a san Juan de la Cruz, sobre la venta de bienes del Convento de Beas.
- 11 de noviembre de 1581: El Convento de Beas concede al P. Diego de la Trinidad, el poder de vender algunos bienes en Granada, Alcalá la Real y Priego de Córdoba.
- 15 de enero de 1582: Sale de Beas, Ana de Jesús con varias monjas y san Juan de la Cruz, para la nueva fundación de Granada.
- 29 de agosto de 1584: Es elegida de nuevo priora a Catalina de Jesús.
- 1585: Catalina de Jesús sale de Beas para una nueva fundación en Sabiote (Jaén). María de Jesús, también lo hace para la fundación de Málaga.
- 25 de febrero de 1586: Muere Catalina de Jesús, que vuelve muy enferma de Sabiote.
- 1589: María de Jesús, sale de Málaga para la fundación de Córdoba.
- 1603: Se promulga una extinción del convento, con orden de sacar a las monjas para otros conventos, sin conseguirse nada. Las monjas estuvieron 25 años, sin que muriese ninguna. Al final se restableció la entrada de nuevas monjas.
- 10 de agosto de 1604: María de Jesús muere en Córdoba y allí está enterrada.
- 2 de febrero de 1645: Muere en Beas Francisca de la madre de Dios, sobrina de Catalina y María.
- 1659: Se construye en Beas un Hospicio, a expensas de las monjas.
- 25 de agosto de 1709: Muere la Madre María de San José.
- 1836:La desamortización de Mendizábal obliga a las monjas a abandonar el convento.
- 13 de enero de 1899: Vuelven a establecerse la monjas en el restaurado convento.
- 1909: Se acaban las obras del convento.
- 1957: Se restauró el interior de la iglesia, gracias al XII Marqués de Valdeguerrero.
- 25 de abril de 1979: Declarado Bien de Interés Cultural.
- 8 de febrero de 1983: Inscrito en el Catálogo General del Patrimonio Histórico Andaluz.
- 20 de septiembre de 2002: Rehabilitación de la fachada de la Iglesia Convento.